# Verband der Sicherheitsunternehmen Österreichs
Der Verband der Sicherheitsunternehmen Österreichs (VSÖ) ist ein 1975 gegründeter unabhängiger Verband von Sicherheitsunternehmen aus den Bereichen Sicherheitsdienstleistungen, mechanischen/mechatronischen Sicherheitseinrichtungen und elektronischen Sicherungsanlagen.
Der VSÖ erstellt u. a. Richtlinien für qualitativ hochwertige Sicherheit, diese setzen dort an, wo es entweder keine oder noch zu wenig Vorgaben für Produkte und Systeme gibt. Bekannteste Richtlinien sind die  OVE-Richtlinie R 2 für Alarmanlagen, die OVE-Richtlinie R 9 für Videoüberwachung und die OVE-Richtlinie R 10 für Zutrittskontrollanlagen.
Der Verband sorgt in Folge auch für die Umsetzung dieser Richtlinien: Das geschieht mittels Seminaren, Montageaudits und zertifizierter Errichter- und Montagefirmen bzw. Monteuren, die entsprechend ausgebildet und geprüft wurden.
Weiters führt der VSÖ eine frei zugängliche Datenbank mit allen zugelassenen elektronischen und mechanischen Produkten, die den aktuellen Normen sowie den geltenden Sicherheitsstandards des VSÖ entsprechen.

## VSÖ-Sicherheitsklassen für Tresore
Im Bereich der mechanischen/mechatronischen Sicherheitseinrichtungen veröffentlicht der VSÖ Höchstdeckungssummenempfehlungen für EN-geprüfte Wertbehältnisse (Tresore). Die jeweiligen Einstufungen in eine VSÖ-EN-Sicherheitsklasse geben Auskunft über die Widerstandsfähigkeit der geprüften Produkte und deren Sicherheitseinstufung. Diese Höchstdeckungssummen werden von den Versicherungen erst nach erfolgtem Nachweis einer herstellerkonformen Befestigung des Wertschutzbehältnisses in Form einer Montagebestätigung akzeptiert.
| VSÖ - Sicherheitsklasse | Gewerbe OHNE Alarmanlage | Gewerbe MIT Alarmanlage | Private OHNE Alarmanlage | Private MIT Alarmanlage |
| ----------------------- | ------------------------ | ----------------------- | ------------------------ | ----------------------- |
| EN S1                   | -                        | -                       | 5.000                    | 5.000                   |
| EN S2                   | -                        | -                       | 20.000                   | 20.000                  |
| EN 0                    | 10.000                   | 20.000                  | 20.000                   | 40.000                  |
| EN 1                    | 20.000                   | 40.000                  | 65.000                   | 130.000                 |
| EN 2                    | 50.000                   | 100.000                 | 100.000                  | 200.000                 |
| EN 3                    | 100.000                  | 200.000                 | 200.000                  | 400.000                 |
| EN 4                    | 150.000                  | 300.000                 | 400.000                  | 800.000                 |
| EN 5                    | 250.000                  | 500.000                 |                          |                         |
| EN 6                    | 375.000                  | 750.000                 |                          |                         |